# Lasianthus annamicus
Lasianthus annamicus är en måreväxtart som beskrevs av Charles-Joseph Marie Pitard. Lasianthus annamicus ingår i släktet Lasianthus och familjen måreväxter.
Artens utbredningsområde är Vietnam. Inga underarter finns listade i Catalogue of Life.